# Lajos Kiss (Kanute)
Lajos Kiss (* 22. Mai 1934 in Miskolc; † 31. August 2014) war ein ungarischer Kanute.

## Erfolge
Lajos Kiss, der für den Diósgyőri VTK aktiv war, nahm im Einer-Kajak an den Olympischen Spielen 1956 in Melbourne teil. Er ging dabei auf der 1000-Meter-Strecke an den Start und schaffte dank eines zweiten Platzes hinter Stefan Kapłaniak aus Polen in seinem Vorlauf den Einzug ins Finale. In diesem überquerte er nach 4:16,2 Minuten hinter dem siegreichen Schweden Gert Fredriksson und Igor Pissarew aus der Sowjetunion als Dritter die Ziellinie und erhielt somit die Bronzemedaille. Im Gegensatz zum Vorlauf konnte er sich diesmal gegen den nun viertplatzierten Stefan Kapłaniak knapp durchsetzen.
Die nächste Medaille sicherte sich Kiss bei den Europameisterschaften 1957 in Gent, als er mit der 4-mal-500-Meter-Staffel im Einer-Kajak den dritten Platz belegte. Ein Jahr darauf wurde er in Prag in derselben Disziplin Vizeweltmeister. Bei den Europameisterschaften 1959 in Duisburg gewann Kiss sowohl mit der Staffel als auch im Einer-Kajak über 1000 Meter die Silbermedaille.
Kiss litt im höheren Alter an chronischen Krankheiten und musste sich mehreren Amputationen an seinen Füßen unterziehen, weshalb er im Rollstuhl saß. Er starb schließlich aufgrund von Komplikationen mit seiner Diabetes-Erkrankung.